# 天主教基爾梅斯教區
天主教基爾梅斯教區（拉丁語：Dioecesis Quilmensis）是阿根廷一個羅馬天主教教區，屬布宜諾斯艾利斯總教區。
教區成立於1976年6月19日，包括布宜諾斯艾利斯省基爾梅斯縣、弗洛倫西奧巴雷拉縣和貝拉薩特吉縣。2004年有教友1,000,000人（佔轄區總人口78.3%）、八十個堂區、118名司鐸。現任教區主教為卡洛斯·若瑟·蒂塞拉。